# 酒井忠発
酒井 忠発（さかい ただあき）は、江戸時代後期の大名。出羽国庄内藩の第9代藩主。酒井佐衛門尉家15代当主。官位は従四位下・左衛門尉、侍従。

## 生涯
8代藩主・酒井忠器の長男。文化9年（1812年）9月13日生まれ。文政9年（1826年）12月に叙任する。天保4年（1833年）12月に従四位下へ叙任する。天保13年（1842年）4月14日、父の隠居により跡を継ぐ。嘉永2年（1849年）からは洋式砲術の訓練や海岸警備の強化に努め、嘉永6年（1853年）に品川台場の警備を務めた。安政6年（1859年）9月に蝦夷地の警備を務め、翌年には蝦夷地に出兵して殖民を奨励した。長男の忠恕が早世したため、文久元年（1861年）8月6日に弟の忠寛に家督を譲って隠居した。明治9年（1876年）2月12日に65歳で死去した。

## 日本最古の魚拓
天保10年（1839年）2月、現在の東京都墨田区錦糸町付近で釣り上げられた鮒の魚拓「錦糸堀の鮒」が日本最古の魚拓とされ、忠発が釣り上げたものとされている。本間美術館学芸員・佐藤七郎の調査では、この魚拓に記された「天保十年亥二月晦日 於錦糸堀 御獲鮒之図」の「御獲」という記述と、当時江戸にいた酒井家の人物を調査した結果、忠発以外に該当する人物はいないとしている。

## 系譜
- 父：酒井忠器
- 母：亀代姫 - 松平信明の娘
- 正室：鐐姫（1808年 - 1890年） - 徳川斉匡の八女
- 側室：五百子 - 荻原紋蔵の娘
  - 五男：酒井忠篤（1853年 - 1915年） - 酒井忠寛の養子
- 生母不明の子女
  - 長男：酒井忠恕（1840年 - 1858年） - 正室は山内豊煕の娘。摂津守、宮内大輔。安政4年（1857年）に国元に帰国し、翌年家督相続前に急逝した。
  - 六男：酒井忠宝（1856年 - 1921年）
  - 男子：酒井忠庸
  - 女子：稲葉正邦正室
  - 女子：鋹子 - 本多康穣正室
  - 三女：愛子 - 鳥居忠宝正室
  - 女子：大河内輝声正室
  - 女子：錦子 - 松平忠和正室のち戸沢正実継々室
- 養子
  - 三男：酒井忠利（1857年 - 1943年） - 米津政明（忠発の弟）の次男